# Cocosdvärgtyrann
Cocosdvärgtyrann (Nesotriccus ridgwayi) är en fågel i familjen tyranner inom ordningen tättingar.

## Utseende och läte
Cocosdvärgtyrannen är en 13 cm lång gråaktig flugsnapparliknande fågel med rätt lång näbb. Ovansidan är olivgrå till mörkt olivbrun. De sotfärgade vingarna har två vingband och beigefärgade kanter på vingpennorna. På huvudet syns ett svagt beigefärgat ögonbrynsstreck. Undersidan är gråbeige till ljust gulaktig, på bröstet med brunaktig eller olivgrön anstrykning. Den slanka näbben är sotfärgad med ljust hornfärgad nedre näbbhalva. Lätet är en torr, fallande och accelererande drill.

## Utbredning och systematik
Fågeln förekommer endast på Cocos Island utanför Costa Rica. Den behandlas som monotypisk, det vill säga att den inte delas in i några underarter.

## Status
IUCN kategoriserar arten som sårbar.

## Namn
Fågelns vetenskapliga artnamn hedrar den amerikanske ornitologen Robert Ridgway (1850-1929).